# Caerhays Castle
Caerhays Castle eller Carhayes Castle (der betyder lukket borg) er en befæstet herregård knap 1 km syd for landsbyen St Michael Caerhays, Cornwall, England. Den ligger med udsigt over Porthluney Cove i den Engelske Kanal.
Det tilhørende haveanlæg har den største samling af magnolier i Storbritannien og en af de fire National Magnolia Collections under National Council for the Conservation of Plants and Gardens.
Det er en listed building af første grad.